# Oekene
Oekene is een dorp in de Belgische provincie West-Vlaanderen en een deelgemeente van Roeselare met 1.763 inwoners (2021). Oekene was een zelfstandige gemeente tot aan de gemeentelijke herindeling van 1977.
De gemeente zou haar naam ontlenen aan het feit dat de plaats in haar ontstaansgeschiedenis werd beschouwd als een "uithoek". Rumbeke, een van de andere Roeselaarse deelgemeenten, ligt anderhalve kilometer verderop.

## Geschiedenis
Oekene werd voor het eerst vermeld in 1116 als Hocana, met een kapel die oorspronkelijk een hulpkerk was van Rumbeke maar sinds dat jaar tot parochiekerk werd verheven. Bestuurlijk was Oekene een heerlijkheid, die in de 17e eeuw in bezit kwam van het geslacht De Thiennes, heren van Rumbeke. In de 18e eeuw kwam de heerlijkheid aan het geslacht Schoorman.
In 1847 heerste een tyfusepidemie. In 1867 kwam de steenweg van Rumbeke naar Sint-Eloois-Winkel tot stand, waarmee Oekene ontsloten werd. Economische activiteiten betroffen de teelt van tarwe en cichorei, de vlasteelt en de linnenweverij.
Tijdens de Eerste Wereldoorlog, in 1917, werden veertig huizen vernield. Tijdens de Tweede Wereldoorlog, in 1940, werd de kerk door een bom verwoest. Oekene werd bevrijd op 7 september 1944.
Oekene was een zelfstandige gemeente tot 1977, toen het bij de gemeentelijke herindeling een deelgemeente werd van Roeselare.

## Demografische ontwikkeling
- Bronnen:NIS, Opm:1831 tot en met 1970=volkstellingen; 1976 = inwoneraantal op 31 december

## Bezienswaardigheden
De Sint-Martinuskerk is een gotische kerk uit de 15de eeuw. Ze heeft een classicistisch orgelfront uit de jaren 1779-1781.

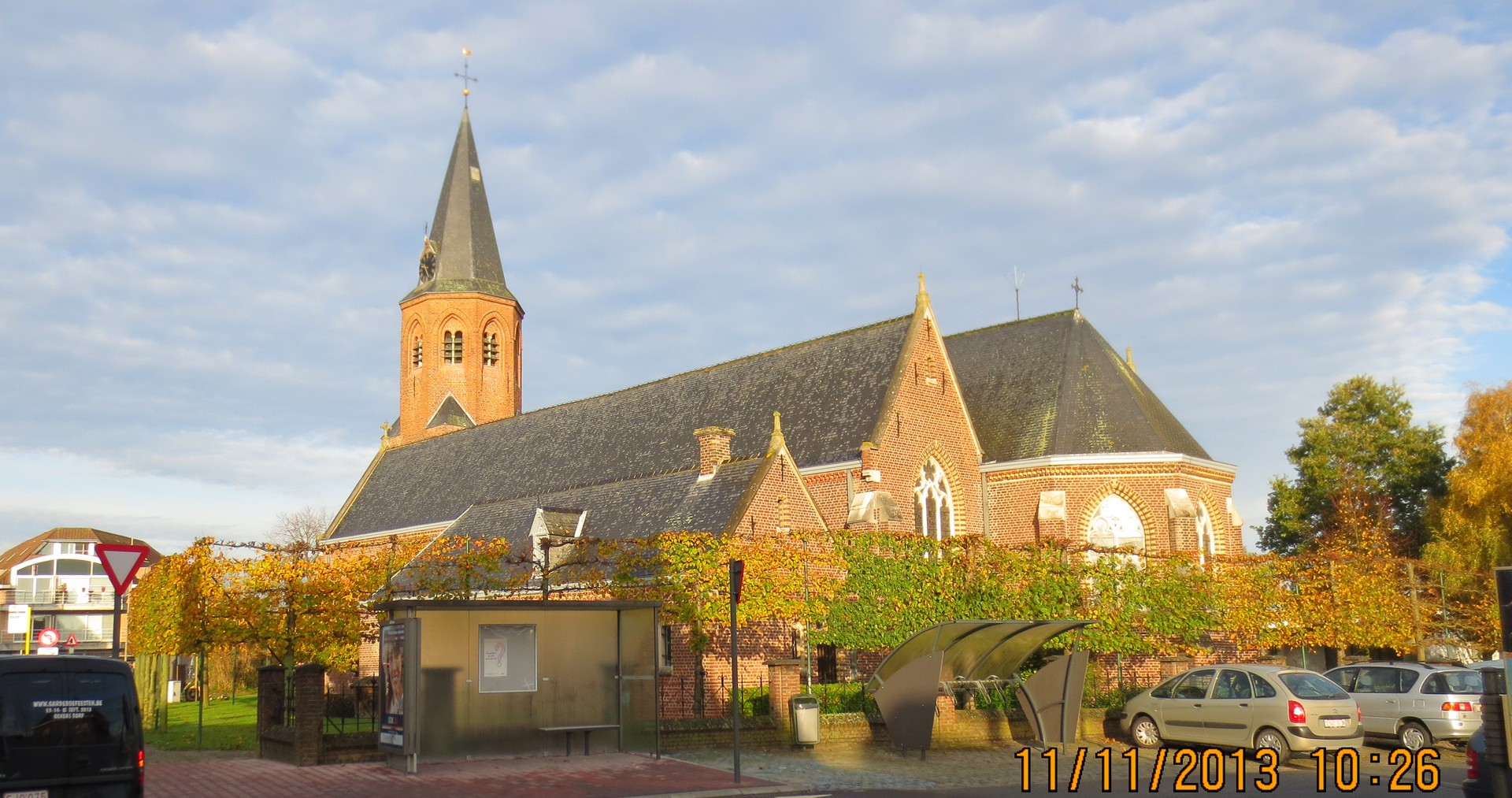
Sint-Martinuskerk

## Natuur en landschap
Oekene ligt in Zandlemig Vlaanderen op een hoogte tussen 20 en 30 meter. De Lakkaartsbeek en de Babillebeek vloeien ten zuidwesten van Oekene samen om vervolgens noordwaarts naar de Mandel te stromen. Ten noorden van Oekene ligt het verstedelijkte Rumbeke en ten westen ligt natuurgebied De Kleiputten.

## Evenementen
Elk 3de weekend van september zijn er de Gardeboefeesten met op de donderdag de ouverture met een klassiek concert onder de noemer 'Oekene Inviteert' 

## Nabijgelegen kernen
Zilverberg, Roeselare, Rumbeke, Sint-Eloois-Winkel, Izegem
Deelgemeenten: Beveren · Oekene · Roeselare · Rumbeke

Overige dorpen: Beitem · Zilverberg

Wijken en gehuchten: De Ruiter · Schiervelde

Belgische gemeenten · Arrondissement Roeselare · West-Vlaanderen · Vlaanderen